# Palais du Baron Empain
Le palais du Baron Empain, aussi appelé palais hindou ou villa hindoue, est un palais construit entre 1907 et 1911 par l’architecte français Alexandre Marcel pour le baron belge Édouard Empain, dans le quartier d'Héliopolis, au nord-est du Caire.

## Histoire
Il a été conçu suivant le procédé du béton armé.
Les travaux de décoration ont été conduits par Georges-Louis Claude, décorateur français. Inspiré par les temples d’Angkor Vat au Cambodge et par des temples hindous, le bâtiment est impressionnant par la richesse de ses ornementations : singes, éléphants, lions et serpents, statues de Bouddha, Shiva, Krishna et autres divinités hindoues.
Il a été acquis par le gouvernement égyptien en 2005 (à l’occasion du centenaire d’Héliopolis) et classé « monument historique » par le Conseil suprême des antiquités égyptiennes en mars 2007.
En 2012, un accord a été souscrit avec le gouvernement belge, afin de faire de la restauration de l'immeuble un projet commun, dans le but d'y installer un centre culturel international.